# پاتریشیا میراندا
پاتریشیا میراندا (انگلیسی: Patricia Miranda؛ زادهٔ ۱۱ ژوئن ۱۹۷۹) کشتی‌گیر اهل ایالات متحده آمریکا است.